# Фаустіну Імбалі
Фаустіну Імбалі (порт. Faustino Imbali; нар. 1 травня 1956) — політичний діяч Гвінеї-Бісау, прем'єр-міністр країни 2001 року.
Убитий 5 червня 2009 після того, як МВС оголосило його ім'я серед політиків, що готують державний переворот в країні, разом з кандидатом в Президенти країни Бакіро Дабо та екс-міністром оборони Гелдером Проенсою.